# Siegrid Tenor-Alschausky
Siegrid Tenor-Alschausky, geborene Tenor (* 9. Juni 1954 in Herzhorn, Kreis Steinburg), ist eine deutsche Politikerin (SPD).

## Ausbildung und Beruf
Nach dem Abitur im Jahr 1973 absolvierte Siegrid Tenor ein Lehramtsstudium der Fächer Deutsch, Geschichte und Pädagogik an der Universität Hamburg, welches sie im Jahr 1979 mit dem ersten und 1982 mit dem zweiten Staatsexamen beendete. Vor ihrem Referendariat war sie von 1979 bis 1980 als Altenpflegerin tätig. In den Jahren 1984 bis 1986 arbeitete sie als Lehrerin an der Gesamtschule Altona. Danach war sie Hausfrau
Siegrid Tenor-Alschausky ist verwitwet und hat einen Sohn.

## Partei
Sie ist seit dem Jahr 1972 Mitglied der SPD.

## Abgeordnete
Siegrid Tenor-Alschausky gehörte in den Jahren 1986 bis 2000 der Stadtverordnetenversammlung von Elmshorn an, wo sie von 1995 bis 2000 Vorsitzende der SPD-Fraktion war.
Von 2000 bis 2012 war sie Mitglied des Landtages von Schleswig-Holstein. Hier war sie u. a. seniorenpolitische Sprecherin der SPD-Landtagsfraktion. In den Jahren 2005 bis 2009 war sie Vorsitzende des Sozialausschusses des Landtages und von 2009 bis 2012 wirkte sie als stellvertretende Vorsitzende der SPD-Fraktion.
Siegrid Tenor-Alschausky ist in den Jahren 2000 und 2005 als direkt gewählte Abgeordnete des Wahlkreises Elmshorn in den Landtag eingezogen. Bei der Landtagswahl 2005 erreichte sie hier 43,0 % der Erststimmen. 2009 wurde sie über die Landesliste ihrer Partei gewählt. Im Jahr 2010 war sie Mitglied der 14. Bundesversammlung.